# Hostie

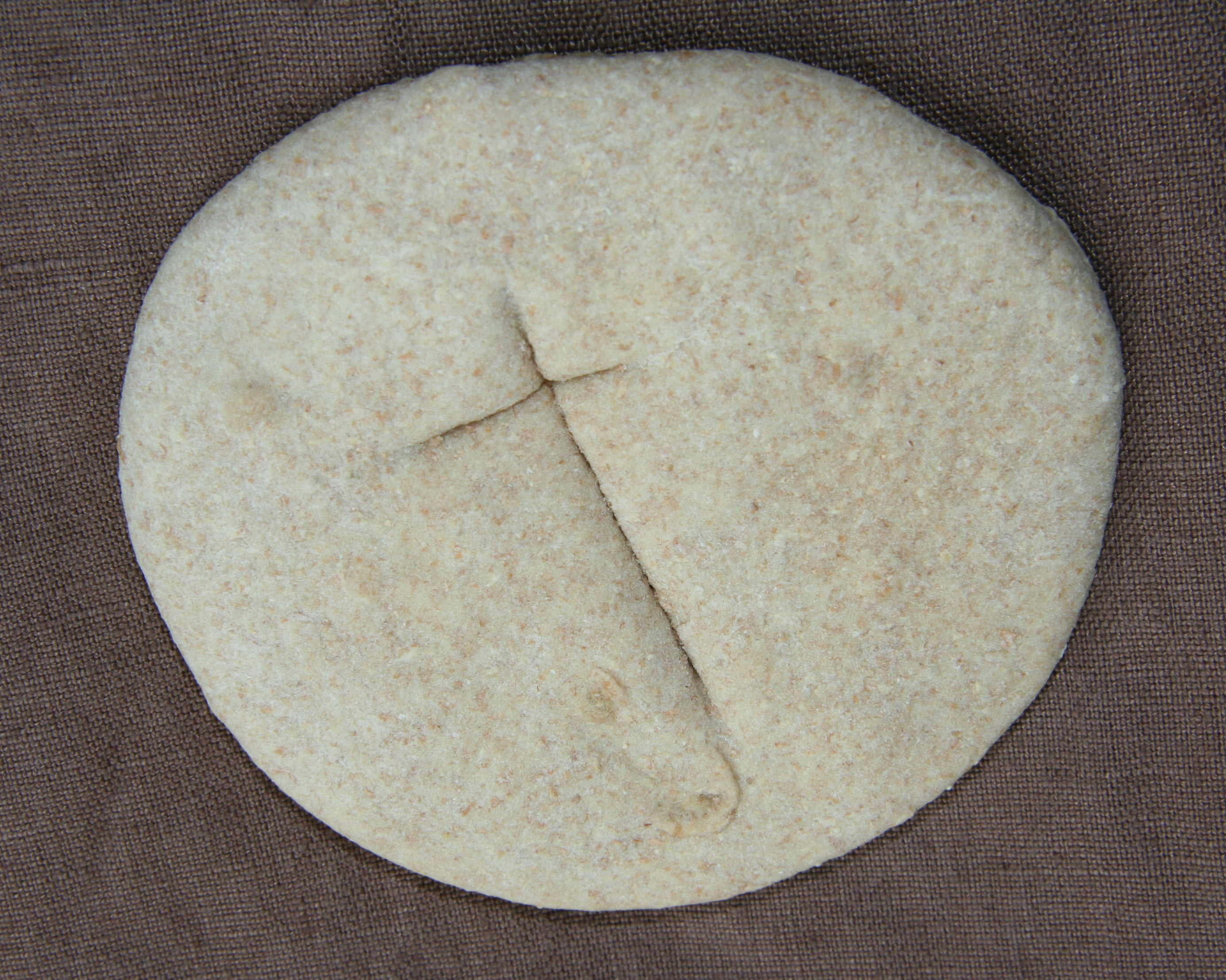
Ostie

Ostia este azima  (pâinea nedospită) pe care catolicii și protestanți o folosesc la împărtășanie (din lat. hostia).
În Biserica Catolică, atât pâine dospită, cât și cea nedospită pot fi folosite, nefiind vorba de dogmă. Cu toate astea, Biserica Romano-Catolică, fiind parte a creștinismului apusean, folosește azimă, dar cele catolice răsăritene, în comuniune cu Roma, pot folosi și pâine dospită (fiind o problemă de rit, nu de dogmă).
Odată consacrată, ostia devine trupul și sângele lui Cristos și este fie consumată de credincioși, fie ținută în tabernaclu sau alt loc pentru adorare, ori consumare mai târziu.
Bisericile protestante, provenind ca rit tot din creștinismul apusean, folosesc în cea mai mare parte tot azimă, dar din nou, nu este vorba de dogmă, întrucât ambele sunt permise.
În contrast, Bisericile Ortodoxe folosesc strict pâine dospită.

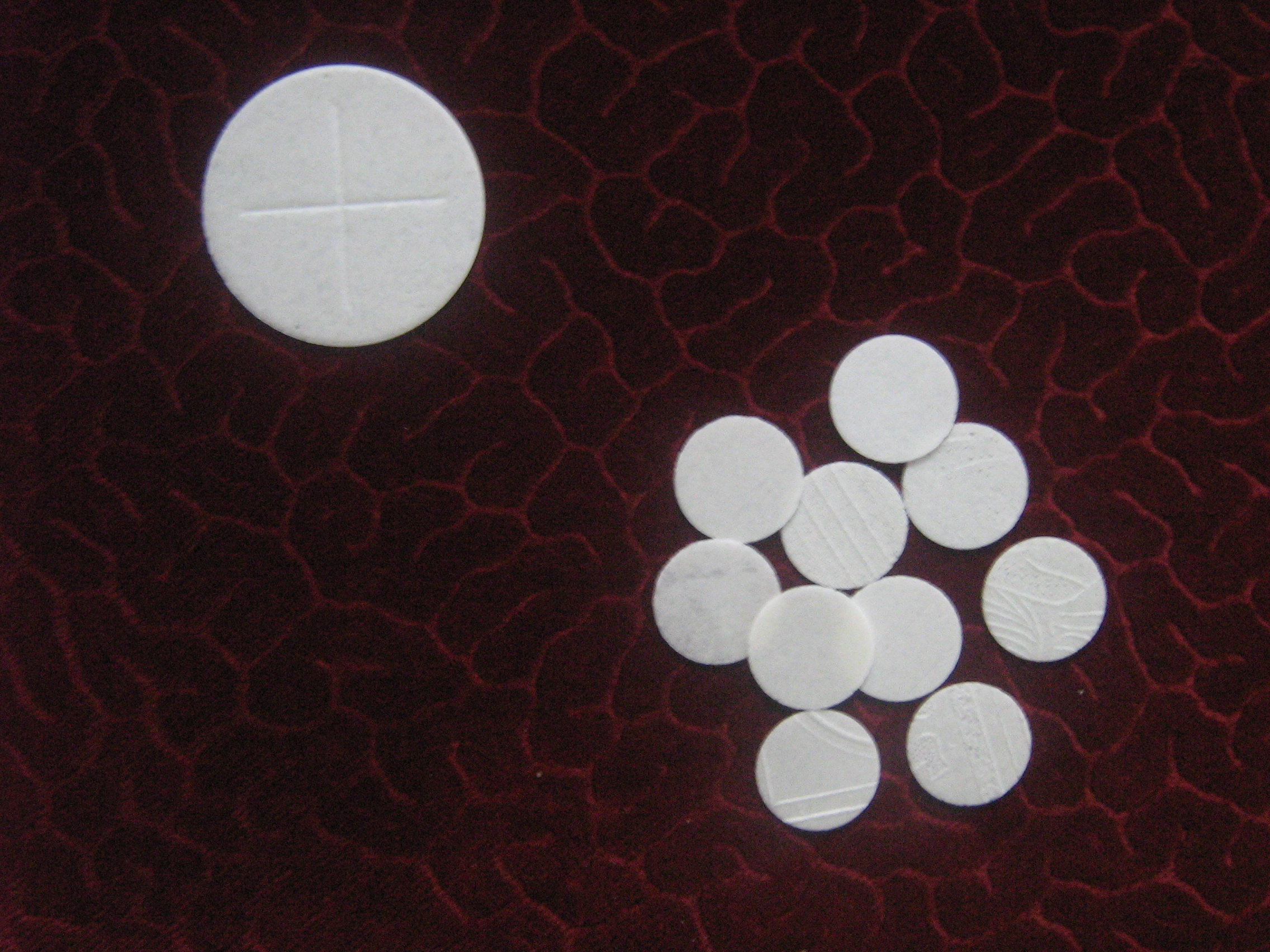
Ostie pregătită pentru împărtășanie